# 塗鴉少女
塗鴉少女，原名不詳，鄧姓，塗鴉少女是代稱，香港塗鴉藝術家，接受報刊採訪時並無公開身份，以在香港街頭塗上支持艾未未的塗鴉著名。自2011年4月15日凌晨12時，在其Facebook戶口頁面留言，呼籲朋友將塗鴉作品繼續廣為流傳分享後，再也沒有親自留言。她同時因涉及在香港國金中心、星光大道等十多宗大案，現正被香港警方油尖旺總區重案組全力追緝。
警方出動重案組緝捕塗鴉少女，引起了部分市民質疑，並且形容警方行動有損政治中立，猶如製造白色恐怖。立法會議員何秀蘭批評警務處處長曾偉雄此舉「不知所謂」，促請他不要再奉迎北京。有評論認為警方出動重案組調查在香港隨處可見的廣告塗鴉，難逃政治打壓之嫌，只會弄巧反拙。
塗鴉少女透過友人表明自己並不畏懼警方的打壓，她接受傳媒訪問，承認自己不是政治敏感的人，但認為艾未未事件觸及自己的核心價值，又自言早有被罰款或坐牢的預備，但已將塗鴉的模版照片刪除。部分網民因而揚言要擾亂警方的視線，以掩護鄧姓塗鴉少女的行蹤。
另一方面，塗鴉少女亦曾接受美國有線新聞網絡（CNN）的訪問，報道引述少女稱：「我不是在搞破壞，不是為破壞而破壞，我只想多些人知道到底發生了甚麼事。」